# Reprezentacja Niemiec U-19 w piłce nożnej kobiet
Reprezentacja Niemiec U-19 w piłce nożnej kobiet – zespół piłkarek nożnych do lat 19, reprezentujący Niemcy w meczach i sportowych imprezach międzynarodowych, powoływany przez selekcjonera, w którym mogą występować wyłącznie zawodniczki posiadające obywatelstwo niemieckie. Za jej funkcjonowanie odpowiedzialny jest Niemiecki Związek Piłki Nożnej (DFB).
Największymi sukcesami reprezentacji jest 6-krotne zdobycie złotych medali na mistrzostwach Europy (2000, 2001, 2002, 2006, 2007, 2011).

## Udział w turniejach międzynarodowych

### Mistrzostwa Europy
Pierwsze cztery turnieje Mistrzostw Europy UEFA do lat 19 były w kategorii U-18. W 2001 roku Niemiecki Związek Piłki Nożnej postanowił zmienić limit wiekowy z zespołu U-18 na U-19. Niemieckiej drużynie 19 razy udało się zakwalifikować do finałów ME. 6 razy zdobywała tytuł mistrza (rekord). 
| Rok            | Runda                   | M                       | W                       | R                       | P                       | GZ                      | GS                      | RG                      |
| -------------- | ----------------------- | ----------------------- | ----------------------- | ----------------------- | ----------------------- | ----------------------- | ----------------------- | ----------------------- |
| (Dwumecz) 1998 | półfinał                | 4                       | 2                       | 1                       | 1                       | 5                       | 4                       | +1                      |
| 1999           | wicemistrz              | 3                       | 2                       | 0                       | 1                       | 4                       | 2                       | +2                      |
| 2000           | mistrz                  | 4                       | 3                       | 1                       | 0                       | 9                       | 3                       | +6                      |
| 2001           | mistrz                  | 2                       | 2                       | 0                       | 0                       | 5                       | 2                       | +3                      |
| 2002           | mistrz                  | 5                       | 5                       | 0                       | 0                       | 10                      | 3                       | +7                      |
| 2003           | faza grupowa            | 3                       | 1                       | 0                       | 2                       | 7                       | 4                       | +3                      |
| 2004           | wicemistrz              | 5                       | 4                       | 0                       | 1                       | 24                      | 2                       | +22                     |
| 2005           | półfinał                | 4                       | 3                       | 0                       | 1                       | 11                      | 6                       | +5                      |
| 2006           | mistrz                  | 5                       | 4                       | 1                       | 0                       | 14                      | 1                       | +13                     |
| 2007           | mistrz                  | 5                       | 5                       | 0                       | 0                       | 13                      | 4                       | +9                      |
| 2008           | półfinał                | 4                       | 2                       | 2                       | 0                       | 11                      | 2                       | +9                      |
| 2009           | faza grupowa            | 3                       | 2                       | 0                       | 1                       | 11                      | 4                       | +7                      |
| 2010           | półfinał                | 4                       | 3                       | 1                       | 0                       | 12                      | 4                       | +8                      |
| 2011           | mistrz                  | 5                       | 5                       | 0                       | 0                       | 17                      | 4                       | +13                     |
| 2012           | Nie zakwalifikowała się | Nie zakwalifikowała się | Nie zakwalifikowała się | Nie zakwalifikowała się | Nie zakwalifikowała się | Nie zakwalifikowała się | Nie zakwalifikowała się | Nie zakwalifikowała się |
| 2013           | półfinał                | 4                       | 2                       | 1                       | 1                       | 9                       | 3                       | +6                      |
| 2014           | Nie zakwalifikowała się | Nie zakwalifikowała się | Nie zakwalifikowała się | Nie zakwalifikowała się | Nie zakwalifikowała się | Nie zakwalifikowała się | Nie zakwalifikowała się | Nie zakwalifikowała się |
| 2015           | półfinał                | 4                       | 2                       | 1                       | 1                       | 6                       | 6                       | 0                       |
| 2016           | faza grupowa            | 3                       | 1                       | 0                       | 2                       | 5                       | 6                       | -1                      |
| 2017           | półfinał                | 4                       | 3                       | 0                       | 1                       | 12                      | 2                       | +10                     |
| 2018           | wicemistrz              | 5                       | 3                       | 0                       | 2                       | 5                       | 2                       | +3                      |
| Razem          | 19/21                   | 76                      | 54                      | 8                       | 14                      | 190                     | 64                      | +126                    |